# Ардец
Ардец (ромш. Ardez) — село і колишня комуна у Швейцарії, в кантоні Граубюнден.
До 2014 року мала статус окремої комуни. 1 січня 2015 року увійшла до складу комуни Шкуоль. Входить до складу регіону Енджадіна-Басса/Валь-Мюштайр (до 2015 року входила до округу Інн).
Населення становить 430 осіб (31 грудня 2006 року). Офіційний код — 3741.

## Галерея

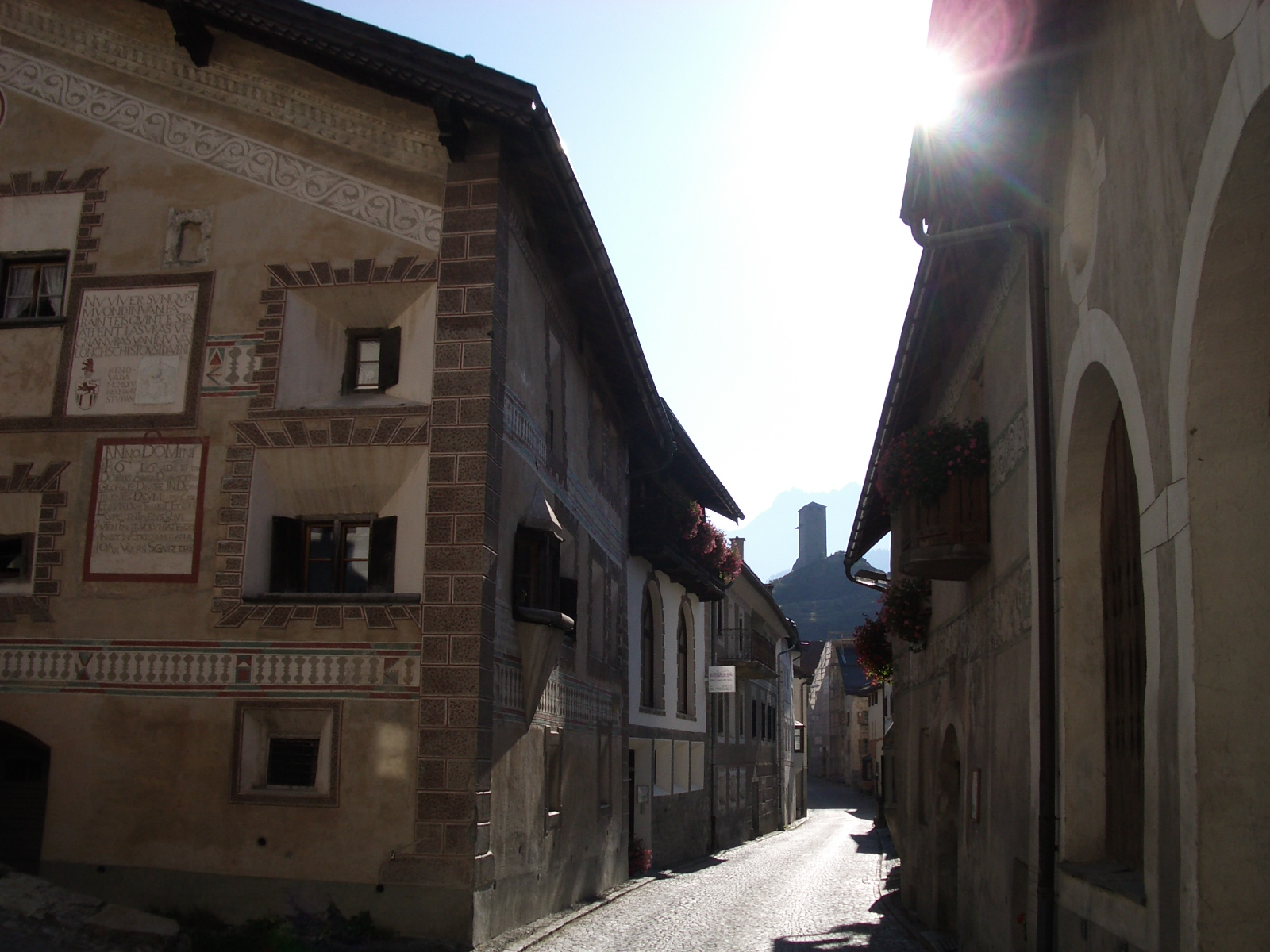
Замок
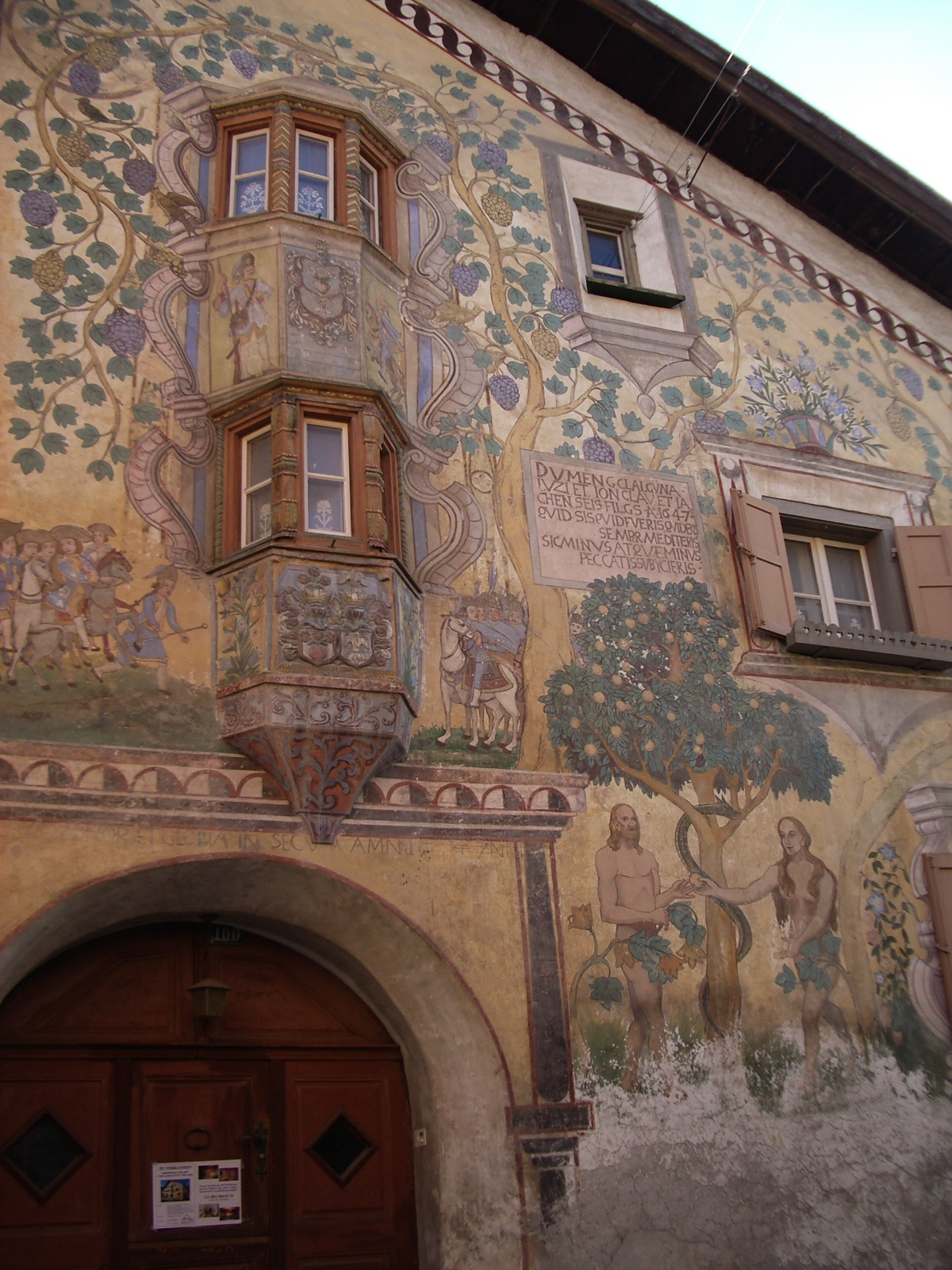
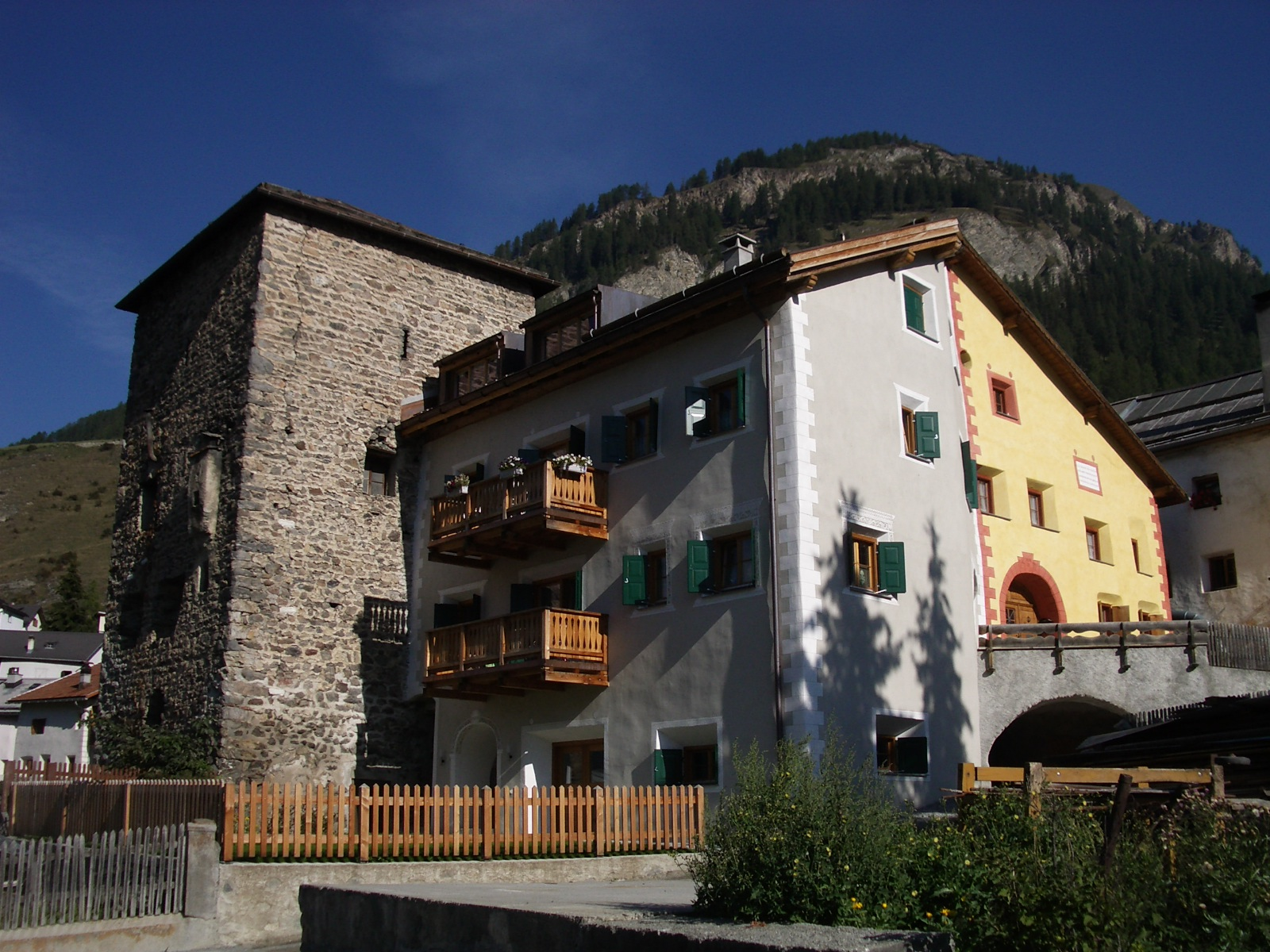
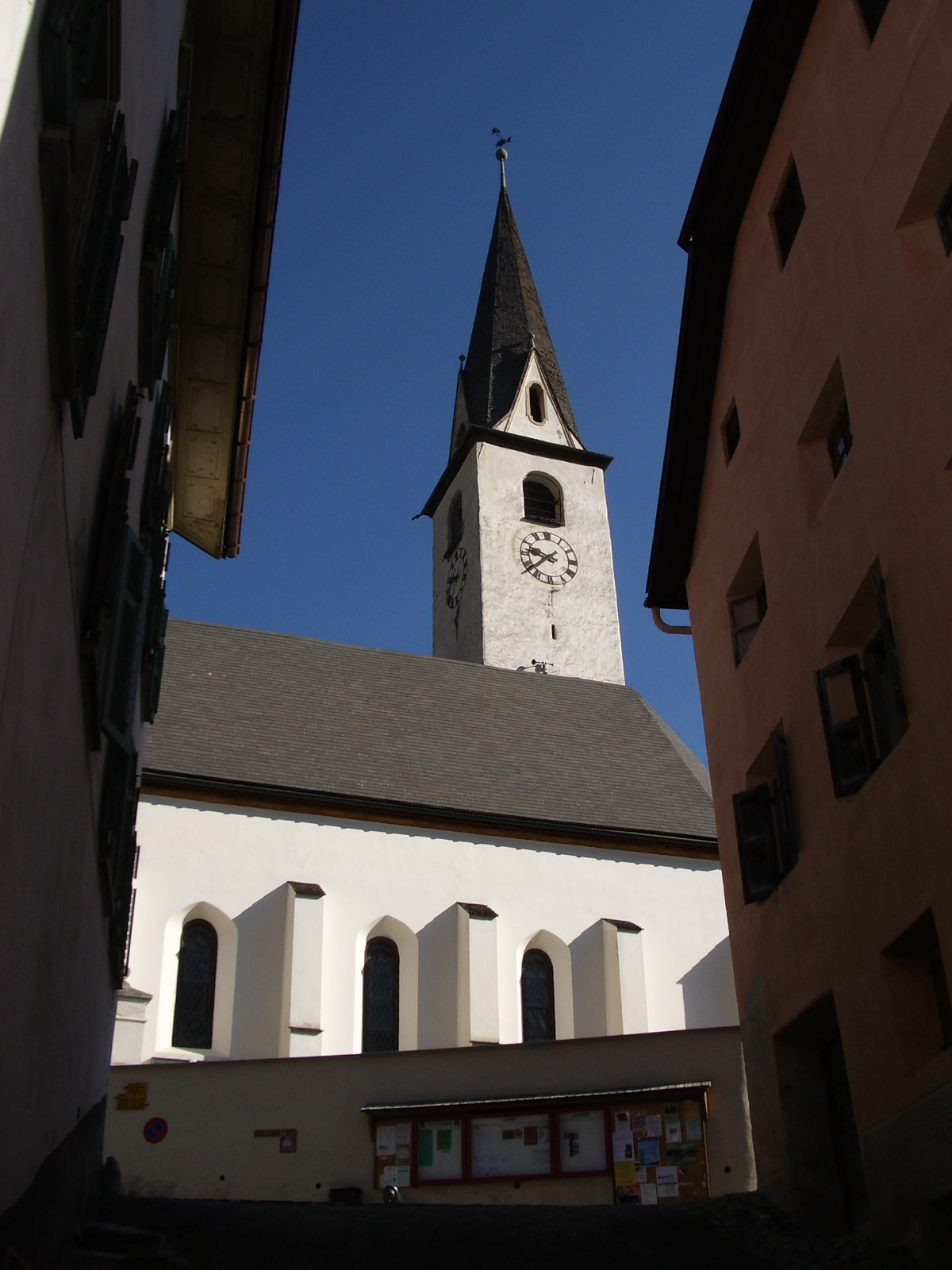
Церква
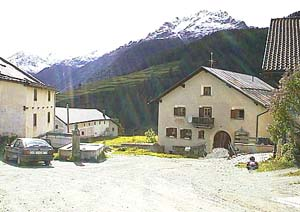